# Parrocchie della diocesi di Bergamo

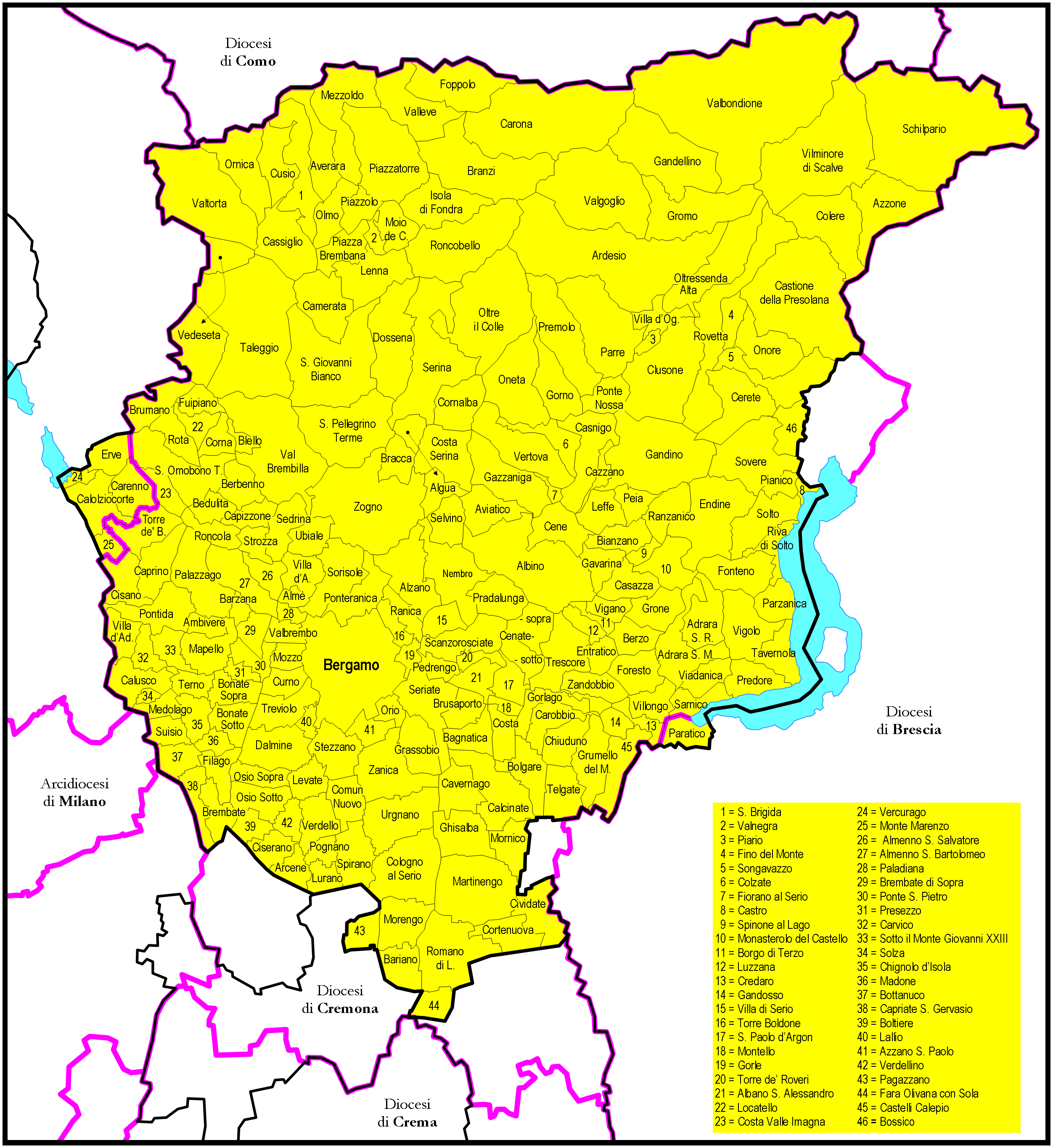
Il territorio della diocesi

Le parrocchie della diocesi di Bergamo sono 390.

## Vicariati
La diocesi è organizzata in 28 vicariati. 

### Vicariato urbano nord-ovest
| Parrocchia                          | Patrono                | Comune  | Zona/Quartiere | Web |
| ----------------------------------- | ---------------------- | ------- | -------------- | --- |
| Cattedrale                          | Sant'Alessandro        | Bergamo | centro         | S.ALESSANDRO MARTIRE IN CATTEDRALE - Diocesi di Bergamo Archiviato il 22 luglio 2018 in Internet Archive. |
| Castagneta                          | San Rocco              | Bergamo | Castagneta     | |
| Fontana                             | San Rocco Confessore   | Bergamo | Fontana        | |
| Sant'Alessandro della Croce         | Sant'Alessandro        | Bergamo | centro         | S.ALESSANDRO DELLA CROCE - Diocesi di Bergamo                                                             |
| Sant'Alessandro in Colonna          | Sant'Alessandro        | Bergamo | centro         | |
| Sant'Andrea                         | Sant'Andrea            | Bergamo | centro         | |
| Santa Lucia                         | Santa Lucia            | Bergamo | Santa Lucia    | |
| Santa Maria Immacolata delle Grazie | Santa Maria Immacolata | Bergamo | Stazione       | S.MARIA IMMACOLATA DELLE GRAZIE - Diocesi di Bergamo Archiviato il 22 luglio 2018 in Internet Archive.    |

### Vicariato urbano sud-ovest
| Parrocchia                    | Patrono                              | Comune  | Zona/Quartiere        | Web |
| ----------------------------- | ------------------------------------ | ------- | --------------------- | --- |
| Colognola                     | San Sisto                            | Bergamo | Colognola             |     |
| Grumello del Piano            | Santa Maria Immacolata e San Vittore | Bergamo | Grumello del Piano    |     |
| Longuelo                      | Beata Vergine Immacolata             | Bergamo | Longuelo              |     |
| Beata Vergine Maria di Loreto | Beata Vergine Maria di Loreto        | Bergamo | Loreto                |     |
| Canovine                      | Sacro Cuore di Gesù                  | Bergamo | Canovine              |     |
| Malpensata                    | Santa Croce                          | Bergamo | Malpensata            |     |
| San Giuseppe                  | San Giuseppe                         | Bergamo | Villaggio degli Sposi |     |
| Madonna del Bosco             | Natività di Maria                    | Bergamo | Via Madonna del Bosco |     |
| San Paolo                     | San Paolo                            | Bergamo | Città Mercato         |     |
| San Tommaso                   | San Tommaso Apostolo                 | Bergamo | centro                |     |

### Vicariato urbano Est
| Parrocchia                           | Patrono                          | Comune  | Zona/Quartiere                 | Web                                                                                                 |
| ------------------------------------ | -------------------------------- | ------- | ------------------------------ | --------------------------------------------------------------------------------------------------- |
| Boccaleone                           | Santi Pietro e Paolo             | Bergamo | Boccaleone                     | SS. PIETRO E PAOLO APOSTOLI - Diocesi di Bergamo Archiviato il 22 luglio 2018 in Internet Archive.  |
| Campagnola                           | San Giovanni Battista            | Bergamo | Campagnola                     | |
| Celadina                             | San Pio X                        | Bergamo | Celadina                       | |
| Redona                               | San Lorenzo                      | Bergamo | Redona                         | S.LORENZO MARTIRE - Diocesi di Bergamo Archiviato il 22 luglio 2018 in Internet Archive.            |
| Sant'Anna                            | Sant'Anna                        | Bergamo | centro                         | |
| Sant'Antonio di Padova               | Sant'Antonio di Padova           | Bergamo | Ramera                         | |
| Santa Caterina                       | Santa Caterina Vergine e Martire | Bergamo | Santa Caterina                 | S.CATERINA VERGINE E MARTIRE - Diocesi di Bergamo Archiviato il 22 luglio 2018 in Internet Archive. |
| San Francesco                        | San Francesco d'Assisi           | Bergamo | Celadina-Cimitero              | |
| San Gregorio Barbarigo al Monterosso | San Gregorio Barbarigo           | Bergamo | Monterosso                     | |
| Santa Teresa                         | Santa Teresa                     | Bergamo | Borgo Santa Caterina-Corridoni | |
| Valtesse                             | San Colombano                    | Bergamo | Valtesse                       | |
| Valverde                             | Santa Maria Assunta              | Bergamo | Valverde                       | |

### Vicariato di Almenno-Ponteranica-Villa d'Almè
| Parrocchia            | Patrono                                     | Comune                | Frazione/Quartiere | Web |
| --------------------- | ------------------------------------------- | --------------------- | ------------------ | --- |
| Almenno San Salvatore | San Salvatore                               | Almenno San Salvatore | centro             |     |
| Almè                  | Santi Giovanni Battista e Maria Assunta     | Almè                  | centro             |     |
| Azzonica              | San Giuseppe                                | Sorisole              | Azzonica           |     |
| Botta                 | Sant'Antonio Abate                          | Sedrina               | Botta              |     |
| Bruntino              | Sacro Cuore di Gesù                         | Villa d'Almè          | Bruntino           |     |
| Clanezzo              | San Gottardo Vescovo                        | Ubiale Clanezzo       | Clanezzo           |     |
| Paladina              | Sant'Alessandro                             | Paladina              | centro             |     |
| Petosino              | Santa Maria del Buon Consiglio              | Sorisole              | Petosino           |     |
| Ponteranica           | Santi Alessandro e Vincenzo Martiri         | Ponteranica           | centro             |     |
| Ramera                | San Michele Arcangelo e Madonna del Carmine | Ponteranica           | Ramera             |     |
| Roncola               | San Bernardo                                | Roncola               | centro             |     |
| Sedrina               | San Giacomo Apostolo                        | Sedrina               | centro             |     |
| Sombreno              | Natività di Maria                           | Paladina              | Sombreno           |     |
| Sorisole              | San Pietro                                  | Sorisole              | centro             |     |
| Villa d'Almè          | Santi Faustino e Giovita                    | Villa d'Almè          | centro             |     |

### Vicariato di Alzano Lombardo
| Parrocchia      | Patrono                             | Comune          | Frazione/Quartiere | Web                                                                                      |
| --------------- | ----------------------------------- | --------------- | ------------------ | ---------------------------------------------------------------------------------------- |
| Alzano Maggiore | San Martino Vescovo                 | Alzano Lombardo | centro             | S.MARTINO VESCOVO - Diocesi di Bergamo Archiviato il 22 luglio 2018 in Internet Archive. |
| Alzano Sopra    | San Lorenzo Martire                 | Alzano Lombardo | Alzano Sopra       |                                                                                          |
| Monte di Nese   | Natività di Maria e Trasfigurazione | Alzano Lombardo | Monte di Nese      |                                                                                          |
| Nese            | San Giorgio                         | Alzano Lombardo | Nese               |                                                                                          |
| Olera           | Bartolomeo apostolo                 | Alzano Lombardo | Olera              |                                                                                          |
| Ranica          | Santi Sette Fratelli Martiri        | Ranica          | centro             |                                                                                          |
| Torre Boldone   | San Martino                         | Torre Boldone   | centro             |                                                                                          |
| Villa di Serio  | Santo Stefano protomartire          | Villa di Serio  | centro             |                                                                                          |

### Vicariato di Albino-Nembro
| Parrocchia           | Patrono                                  | Comune     | Frazione/Quartiere | Web |
| -------------------- | ---------------------------------------- | ---------- | ------------------ | --- |
| Albino               | San Giuliano                             | Albino     | centro             |     |
| Abbazia              | San Benedetto                            | Albino     | Abbazia            |     |
| Bondo Petello        | Santa Barbara                            | Albino     | Bondo Petello      |     |
| Casale d'Albino      | Sacro Cuore di Gesù                      | Albino     | Casale             |     |
| Comenduno            | Cristo Re                                | Albino     | Comenduno          |     |
| Cornale              | Santa Lucia                              | Pradalunga | Cornale            |     |
| Desenzano al Serio   | San Pietro                               | Albino     | Desenzano al Serio |     |
| Dossello             | Sposalizio di Maria Vergine              | Albino     | Dossello           |     |
| Fiobbio              | Sant'Antonio di Padova                   | Albino     | Fiobbio            |     |
| Gavarno Sant'Antonio | Papa Giovanni XXIII                      | Nembro     | Gavarno            |     |
| Lonno                | Sant'Antonio Abate                       | Nembro     | Lonno              |     |
| Nembro               | San Martino                              | Nembro     | centro             |     |
| Pradalunga           | Santi Cristoforo e Vincenzo di Saragozza | Pradalunga | centro             |     |
| Vall'Alta            | Santi Maria Assunta e Giacomo            | Albino     | Vall'Alta          |     |

### Vicariato di Ardesio-Gromo
| Parrocchia       | Patrono                             | Comune           | Frazione/Quartiere | Web |
| ---------------- | ----------------------------------- | ---------------- | ------------------ | --- |
| Ardesio          | San Giorgio                         | Ardesio          | centro             | |
| Gromo            | Santi Giacomo e Vincenzo            | Gromo            | centro             | |
| Bani             | San Giovanni Battista               | Ardesio          | Bani               | |
| Boario           | San Bartolomeo                      | Gromo            | Boario             | |
| Bondione         | San Lorenzo Martire                 | Valbondione      | Bondione           | |
| Fiumenero        | Sant'Antonio Abate                  | Valbondione      | Fiumenero          | |
| Gandellino       | San Martino Vescovo                 | Gandellino       | centro             | |
| Gromo San Marino | Santa Maria Nascente                | Gandellino       | Gromo San Marino   | |
| Lizzola          | San Bernardino da Siena             | Valbondione      | Lizzola            | |
| Nasolino         | Santi Bernardo e Margherita         | Oltressenda Alta | Nasolino           | |
| Novazza          | Santi Pietro e Paolo                | Valgoglio        | Novazza            | |
| Ogna             | San Giovanni Apostolo Evangelista   | Villa d'Ogna     | Ogna               | |
| Piario           | Sant'Antonio Abate                  | Piario           | centro             | |
| Valcanale        | Santa Maria Assunta                 | Ardesio          | Valcanale          | |
| Valgoglio        | Santi Maria Assunta, Pietro e Paolo | Valgoglio        | centro             | S.MARIA ASSUNTA E SS. PIETRO E PAOLO AP. - Diocesi di Bergamo Archiviato il 23 luglio 2018 in Internet Archive. |
| Villa d'Ogna     | San Matteo                          | Villa d'Ogna     | centro             | |

### Vicariato di Borgo di Terzo-Casazza
| Parrocchia               | Patrono                       | Comune                   | Frazione/Quartiere | Web |
| ------------------------ | ----------------------------- | ------------------------ | ------------------ | --- |
| Borgo di Terzo           | Santi Maria Assunta e Michele | Borgo di Terzo           | centro             |     |
| Casazza                  | San Lorenzo Martire           | Casazza                  | centro             |     |
| Berzo San Fermo          | Santi Fermo e Rustico         | Berzo San Fermo          | centro             |     |
| Bianzano                 | San Rocco                     | Bianzano                 | centro             |     |
| Gaverina con Piano       | San Vittore Martire           | Gaverina Terme           | centro e Piano     |     |
| Grone                    | Natività di Maria             | Grone                    | centro             |     |
| Luzzana                  | San Bernardino da Siena       | Luzzana                  | centro             |     |
| Monasterolo del Castello | Santissimo Salvatore          | Monasterolo del Castello | centro             |     |
| Monte Grone              | Sant'Antonio Abate            | Grone                    | Sant'Antonio       |     |
| Ranzanico                | Santa Maria Assunta           | Ranzanico                | centro             |     |
| San Felice               | San Michele Arcangelo         | Endine Gaiano            | San Felice al Lago |     |
| Spinone                  | Santi Pietro e Paolo          | Spinone al Lago          | centro             |     |
| Vigano San Martino       | San Giovanni Battista         | Vigano San Martino       | centro             |     |

### Vicariato di Branzi-Santa Brigida-San Martino oltre la Goggia
| Parrocchia              | Patrono                              | Comune                 | Frazione/Quartiere                   | Web |
| ----------------------- | ------------------------------------ | ---------------------- | ------------------------------------ | --- |
| Branzi                  | San Bartolomeo Apostolo              | Branzi                 | centro                               |     |
| Santa Brigida           | Santa Brigida d'Irlanda              | Santa Brigida          | centro                               |     |
| Piazza Brembana e Lenna | San Martino oltre la Goggia          | Piazza Brembana, Lenna | centro, centro e Scalvino            |     |
| Averara                 | San Giacomo Maggiore                 | Averara                | centro                               |     |
| Carona                  | San Giovanni Battista                | Carona                 | centro                               |     |
| Cassiglio               | San Bartolomeo Apostolo              | Cassiglio              | centro                               |     |
| Cusio                   | Santa Margherita Vergine e Martire   | Cusio                  | centro                               |     |
| Foppolo                 | Santa Maria Assunta                  | Foppolo                | centro                               |     |
| Mezzoldo                | San Giovanni Battista                | Mezzoldo               | centro                               |     |
| Moio de' Calvi          | San Mattia Apostolo                  | Moio de' Calvi         | centro                               |     |
| Olmo al Brembo          | Sant'Antonio Abate                   | Olmo al Brembo         | centro                               |     |
| Ornica                  | Sant'Ambrogio                        | Ornica                 | centro                               |     |
| Piazzatorre             | San Giacomo il Maggiore              | Piazzatorre            | centro                               |     |
| Piazzolo                | Santa Maria Assunta                  | Piazzolo               | centro                               |     |
| Roncobello              | Santi Pietro, Paolo, Giacomo e Maria | Roncobello             | centro, Baresi, Bordogna e Capovalle |     |
| Trabuchello             | Santi Margherita e Lorenzo           | Isola di Fondra        | Trabuchello e Pusdosso               |     |
| Valleve                 | Santi Pietro e Paolo                 | Valleve                | centro                               |     |
| Valnegra                | San Michele Arcangelo                | Valnegra               | centro                               |     |
| Valtorta                | Santa Maria Assunta                  | Valtorta               | centro                               |     |

### Vicariato di Brembilla-Zogno
| Parrocchia   | Patrono                                        | Comune          | Frazione/Quartiere       | Web |
| ------------ | ---------------------------------------------- | --------------- | ------------------------ | --- |
| Brembilla    | San Giovanni Battista e Presentazione di Maria | Val Brembilla   | Brembilla                |     |
| Zogno        | San Lorenzo Martire                            | Zogno           | centro                   |     |
| Ambria       | Santi Antonio da Padova e Alessandro Martire   | Zogno           | Ambria                   |     |
| Endenna      | Santa Maria Assunta                            | Zogno           | Endenna                  |     |
| Gerosa       | Santa Croce                                    | Val Brembilla   | Gerosa                   |     |
| Grumello     | Santa Maria Assunta                            | Zogno           | Grumello de' Zanchi      |     |
| Laxolo       | San Gottardo                                   | Val Brembilla   | Laxolo                   |     |
| Poscante     | San Giovanni Battista                          | Zogno           | Poscante                 |     |
| Sant'Antonio | Sant'Antonio                                   | Val Brembilla   | Sant'Antonio Abbandonato |     |
| Somendenna   | Santi Giacomo, Marco e Salvatore               | Zogno           | Somendenna               |     |
| Stabello     | Santo Stefano                                  | Zogno           | Stabello                 |     |
| Ubiale       | Santi Bartolomeo e Bernardino da Siena         | Ubiale Clanezzo | Ubiale                   |     |

### Vicariato di Calolzio-Caprino
| Parrocchia          | Patrono                               | Comune             | Frazione/Quartiere  | Web |
| ------------------- | ------------------------------------- | ------------------ | ------------------- | --- |
| Calolzio            | San Martino di Tours                  | Calolziocorte      | Calolzio            |     |
| Caprino             | San Biagio                            | Caprino Bergamasco | centro              |     |
| Carenno             | Santa Maria Immacolata                | Carenno            | centro              |     |
| Celana              | Santa Maria Assunta                   | Caprino Bergamasco | Celana              |     |
| Cisano              | San Zenone                            | Cisano Bergamasco  | centro              |     |
| Erve                | Santa Maria Assunta                   | Erve               | centro              |     |
| Foppenico           | Corpus Domini e San Giuseppe          | Calolziocorte      | Foppenico           |     |
| Lorentino           | Santa Brigida e Immacolata Concezione | Calolziocorte      | Lorentino           |     |
| Monte Marenzo       | San Paolo                             | Monte Marenzo      | San Paolo           |     |
| Pascolo             | Sacra Famiglia                        | Calolziocorte      | Pascolo             |     |
| Rossino             | San Lorenzo                           | Calolziocorte      | Rossino             |     |
| Sala                | Santi Cosma e Damiano                 | Calolziocorte      | Sala                |     |
| Sant'Antonio d'Adda | Sant'Antonio                          | Caprino Bergamasco | Sant'Antonio d'Adda |     |
| San Gottardo        | San Gottardo                          | Torre de' Busi     | San Gottardo        |     |
| San Gregorio        | San Gregorio                          | Cisano Bergamasco  | San Gregorio        |     |
| San Marco           | Santi Marco, Rocco e Maria            | Torre de' Busi     | San Marco           |     |
| Somasca             | Santi Bartolomeo e Gerolamo           | Vercurago          | Somasca             |     |
| Torre de' Busi      | Santi Michele e Giovanni              | Torre de' Busi     | centro              |     |
| Vercurago           | Santi Gervasio e Protasio             | Vercurago          | centro              |     |
| Villasola           | Santo Stefano                         | Cisano Bergamasco  | Villasola           |     |

### Vicariato di Calepio-Telgate
| Parrocchia         | Patrono                | Comune             | Frazione/Quartiere | Web                                               |
| ------------------ | ---------------------- | ------------------ | ------------------ | ------------------------------------------------- |
| Calepio            | San Lorenzo            | Castelli Calepio   | Calepio            | Archiviato il 27 luglio 2018 in Internet Archive. |
| Telgate            | San Giovanni Battista  | Telgate            | centro             |                                                   |
| Bolgare            | San Pietro             | Bolgare            | centro             |                                                   |
| Calcinate          | Santa Maria Assunta    | Calcinate          | centro             |                                                   |
| Chiuduno           | Santa Maria Assunta    | Chiuduno           | centro             |                                                   |
| Cividino           | Santa Maria Addolorata | Castelli Calepio   | Cividino           |                                                   |
| Grumello del Monte | Santissima Trinità     | Grumello del Monte | centro             |                                                   |
| Tagliuno           | San Pietro Apostolo    | Castelli Calepio   | Tagliuno           |                                                   |

### Vicariato di Capriate-Chignolo-Terno
| Parrocchia             | Patrono                           | Comune                        | Frazione/Quartiere  | Web |
| ---------------------- | --------------------------------- | ----------------------------- | ------------------- | --- |
| Capriate d'Adda        | Sant'Alessandro                   | Capriate San Gervasio         | Capriate            |     |
| Chignolo d'Isola       | San Pietro Apostolo               | Chignolo d'Isola              | centro              |     |
| Terno d'Isola          | San Vittore                       | Terno d'Isola                 | centro              |     |
| Bonate Sopra           | Santa Maria Assunta               | Bonate Sopra                  | centro              |     |
| Bonate Sotto           | Sacro Cuore di Gesù               | Bonate Sotto                  | centro              |     |
| Botta e di Sant'Egidio | Sacro Cuore di Gesù e Sant'Egidio | Sotto il Monte Giovanni XXIII | Botta e Fontanella  |     |
| Bottanuco              | San Vittore                       | Bottanuco                     | Centro              |     |
| Calusco d'Adda         | San Fedele                        | Calusco d'Adda                | centro              |     |
| Carvico                | San Martino Vescovo               | Carvico                       | centro              |     |
| Cerro                  | Visitazione di Maria              | Bottanuco                     | Cerro               |     |
| Crespi                 | Santissimo Nome di Maria          | Capriate San Gervasio         | Crespi d'Adda       |     |
| Filago                 | Santa Maria Assunta e San Rocco   | Filago                        | centro              |     |
| Madone                 | San Giovanni Battista             | Madone                        | centro              |     |
| Marne                  | San Bartolomeo Apostolo           | Filago                        | Marne               |     |
| Medolago               | Santa Maria Assunta               | Medolago                      | centro              |     |
| San Gervasio d'Adda    | Santi Gervasio e Protasio         | Capriate San Gervasio         | San Gervasio d'Adda |     |
| Solza                  | San Giorgio                       | Solza                         | centro              |     |
| Sotto il Monte         | San Giovanni Battista             | Sotto il Monte Giovanni XXIII | centro              |     |
| Suisio                 | Sant'Andrea Apostolo              | Suisio                        | centro              |     |
| Villa d'Adda           | Sant'Andrea                       | Villa d'Adda                  | centro              |     |

### Vicariato di Clusone-Ponte Nossa
| Parrocchia               | Patrono                                 | Comune                   | Frazione/Quartiere | Web |
| ------------------------ | --------------------------------------- | ------------------------ | ------------------ | --- |
| Clusone                  | Santi Maria Assunta e Giovanni Battista | Clusone                  | centro             |     |
| Ponte Nossa              | Santa Maria Annunziata                  | Ponte Nossa              | centro             |     |
| Bratto                   | Natività di Maria Vergine               | Castione della Presolana | Bratto             |     |
| Cantoni d'Oneta          | Sant'Antonio Abate                      | Oneta                    | Cantoni            |     |
| Castione della Presolana | Sant'Alessandro                         | Castione della Presolana | centro             |     |
| Cerete Alto              | Santi Filippo e Giacomo                 | Cerete                   | Cerete Alto        |     |
| Cerete Basso             | San Vincenzo Martire                    | Cerete                   | Cerete Basso       |     |
| Chignolo d'Oneta         | San Bartolomeo Apostolo                 | Oneta                    | Chignolo           |     |
| Dorga                    | Santissima Trinità                      | Castione della Presolana | Dorga              |     |
| Fino del Monte           | Sant'Andrea Apostolo                    | Fino del Monte           | centro             |     |
| Fiorine                  | San Giuseppe                            | Clusone                  | Fiorine            |     |
| Gorno                    | San Martino Vescovo                     | Gorno                    | centro             |     |
| Oneta                    | Santa Maria Assunta                     | Oneta                    | centro             |     |
| Onore                    | Santa Maria Assunta                     | Onore                    | centro             |     |
| Parre                    | San Pietro Apostolo                     | Parre                    | centro             |     |
| Ponte Selva              | Sacro Cuore di Gesù                     | Parre                    | Ponte Selva        |     |
| Premolo                  | Sant'Andrea Apostolo                    | Premolo                  | centro             |     |
| Rovetta                  | Tutti i Santi                           | Rovetta                  | centro             |     |
| San Lorenzo di Rovetta   | San Lorenzo Martire                     | Rovetta                  | San Lorenzo        |     |
| Songavazzo               | San Bartolomeo Apostolo                 | Songavazzo               | centro             |     |

### Vicariato di Dalmine-Stezzano
| Parrocchia             | Patrono                                      | Comune           | Frazione/Quartiere | Web |
| ---------------------- | -------------------------------------------- | ---------------- | ------------------ | --- |
| Dalmine                | San Giuseppe                                 | Dalmine          | centro             |     |
| Stezzano               | San Giovanni Battista                        | Stezzano         | centro             |     |
| Albegno                | San Giovanni Battista                        | Treviolo         | Albegno            |     |
| Azzano                 | Conversione di San Paolo                     | Azzano San Paolo | centro             |     |
| Brembate Sotto         | Santi Faustino e Giovita                     | Brembate         | centro             |     |
| Brembo                 | Cuore Immacolato di Maria                    | Dalmine          | Brembo             |     |
| Curnasco               | Santi Nazario e Celso                        | Treviolo         | Curnasco           |     |
| Grignano               | Santi Pietro e Paolo                         | Brembate         | Grignano           |     |
| Guzzanica              | Santi Vito, Modesto e Crescenzia             | Dalmine          | Guzzanica          |     |
| Lallio                 | Santi Bartolomeo e Stefano                   | Lallio           | centro             |     |
| Levate                 | Santi Pietro e Paolo                         | Levate           | centro             |     |
| Mariano al Brembo      | San Lorenzo Martire                          | Dalmine          | Mariano al Brembo  |     |
| Osio Sopra             | San Zenone                                   | Osio Sopra       | centro             |     |
| Osio Sotto             | San Zenone                                   | Osio Sotto       | centro             |     |
| Roncola                | Sacro Cuore di Gesù                          | Treviolo         | Roncola            |     |
| Sabbio Bergamasco      | San Michele Arcangelo e Santissimo Redentore | Dalmine          | Sabbio Bergamasco  |     |
| Sforzatica d'Oleno     | Santa Maria d'Oleno                          | Dalmine          | Sforzatica d'Oleno |     |
| Sforzatica Sant'Andrea | Sant'Andrea Apostolo                         | Dalmine          | Sforzatica         |     |
| Treviolo               | San Giorgio Martire                          | Treviolo         | centro             |     |
| Zanica                 | San Nicolò Vescovo                           | Zanica           | centro             |     |

### Vicariato di Gandino
| Parrocchia          | Patrono                  | Comune              | Frazione/Quartiere | Web |
| ------------------- | ------------------------ | ------------------- | ------------------ | --- |
| Gandino             | Santa Maria Assunta      | Gandino             | centro             |     |
| Barzizza            | San Nicola e San Lorenzo | Gandino             | Barzizza           |     |
| Casnigo             | San Giovanni Battista    | Casnigo             | centro             |     |
| Cazzano Sant'Andrea | Sant'Andrea Apostolo     | Cazzano Sant'Andrea | centro             |     |
| Cirano              | San Giacomo Apostolo     | Gandino             | Cirano             |     |
| Leffe               | San Michele Arcangelo    | Leffe               | centro             |     |
| Peia                | Sant'Antonio di Padova   | Peia                | centro             |     |

### Vicariato di Gazzaniga
| Parrocchia       | Patrono                                | Comune           | Frazione/Quartiere | Web |
| ---------------- | -------------------------------------- | ---------------- | ------------------ | --- |
| Gazzaniga        | Santi Maria Assunta e Ippolito Martire | Gazzaniga        | centro             |     |
| Bondo            | San Bernardino                         | Colzate          | Bondo              |     |
| Cene             | San Zenone Vescovo                     | Cene             | centro             |     |
| Colzate          | San Maurizio                           | Colzate          | centro             |     |
| Fiorano al Serio | San Giorgio Martire                    | Fiorano al Serio | centro             |     |
| Orezzo           | Santissima Trinità                     | Gazzaniga        | Orezzo             |     |
| Semonte          | San Bernardino                         | Vertova          | Semonte            |     |
| Vertova          | Santa Maria Assunta                    | Vertova          | centro             |     |

### Vicariato di Ghisalba-Romano
| Parrocchia            | Patrono                                       | Comune                | Frazione/Quartiere    | Web |
| --------------------- | --------------------------------------------- | --------------------- | --------------------- | --- |
| Ghisalba              | San Lorenzo Martire                           | Ghisalba              | centro                |     |
| Romano di Lombardia   | Santa Maria Assunta e San Giacomo il Maggiore | Romano di Lombardia   | centro                |     |
| Bariano               | Santi Gervasio e Protasio Martiri             | Bariano               | centro                |     |
| Cavernago             | San Marco Evangelista                         | Cavernago             | centro                |     |
| Cividate al Piano     | San Nicolò Vescovo                            | Cividate al Piano     | centro                |     |
| Cortenuova            | Sant'Alessandro                               | Cortenuova            | centro                |     |
| Fara                  | Santo Stefano Protomartire                    | Fara Olivana con Sola | Fara                  |     |
| Malpaga               | San Giovanni Battista                         | Cavernago             | Malpaga               |     |
| Martinengo            | Sant'Agata                                    | Martinengo            | centro                |     |
| Morengo               | Santissimo Salvatore                          | Morengo               | centro                |     |
| Mornico al Serio      | Sant'Andrea Apostolo                          | Mornico al Serio      | centro                |     |
| Pagazzano             | Santi Nazario e Celso                         | Pagazzano             | centro                |     |
| San Pietro            | San Pietro Apostolo                           | Romano di Lombardia   | San Pietro            |     |
| Santa Maria del Sasso | Sante Maria Assunta, Irene e Anatolia         | Cortenuova            | Santa Maria del Sasso |     |
| Sola                  | San Lorenzo Martire                           | Fara Olivana con Sola | Sola                  |     |

### Vicariato di Mapello-Ponte San Pietro
| Parrocchia             | Patrono                          | Comune                 | Frazione/Quartiere         | Web |
| ---------------------- | -------------------------------- | ---------------------- | -------------------------- | --- |
| Ponte San Pietro       | San Pietro Apostolo              | Ponte San Pietro       | centro                     |     |
| Mapello                | San Michele Arcangelo            | Mapello                | centro                     |     |
| Albenza                | San Rocco                        | Almenno San Bartolomeo | Albenza                    |     |
| Almenno San Bartolomeo | San Bartolomeo Apostolo          | Almenno San Bartolomeo | centro                     |     |
| Ambivere               | San Zenone Vescovo               | Ambivere               | centro                     |     |
| Barzana                | San Rocco                        | Barzana                | centro                     |     |
| Brembate di Sopra      | Santa Maria Assunta              | Brembate di Sopra      | centro                     |     |
| Burligo                | San Carlo Borromeo               | Palazzago              | Burligo                    |     |
| Curno                  | Santa Maria Assunta              | Curno                  | centro                     |     |
| Ghiaie                 | Sacra Famiglia                   | Bonate Sopra           | Ghiaie                     |     |
| Gromlongo              | Santi Rocco e Sebastiano         | Palazzago              | Gromlongo                  |     |
| Locate Bergamasco      | Sant'Antonino Martire            | Ponte San Pietro       | Locate Bergamasco          |     |
| Mozzo                  | San Giovanni Battista            | Mozzo                  | centro                     |     |
| Ossanesga              | Santi Vito, Modesto e Crescenzia | Valbrembo              | Ossanesga                  |     |
| Palazzago              | San Giovanni Battista            | Palazzago              | centro                     |     |
| Pontida                | San Giacomo Maggiore             | Pontida                | centro                     |     |
| Presezzo               | Santi Fermo e Rustico            | Presezzo               | centro                     |     |
| Prezzate               | Sant'Alessandro                  | Mapello                | Prezzate                   |     |
| Roncallo-Gaggio        | San Carlo Borromeo               | Pontida                | Riviera, Roncallo e Gaggio |     |
| Scano                  | Santi Cosma e Damiano            | Valbrembo              | Scano                      |     |
| Valtrighe              | San Zenone Vescovo               | Mapello                | Valtrighe                  |     |
| Villaggio Santa Maria  | Cuore Immacolato di Maria        | Ponte San Pietro       | Villaggio Santa Maria      |     |

### Vicariato di Predore
| Parrocchia               | Patrono                                   | Comune               | Frazione/Quartiere         | Web |
| ------------------------ | ----------------------------------------- | -------------------- | -------------------------- | --- |
| Predore                  | San Giovanni Battista                     | Predore              | centro                     |     |
| Adrara San Martino       | Santi Martino e Carlo e Natività di Maria | Adrara San Martino   | centro, Costa e Collepiano |     |
| Adrara San Rocco         | San Rocco                                 | Adrara San Rocco     | centro                     |     |
| Credaro                  | San Giorgio Martire                       | Credaro              | centro                     |     |
| Foresto Sparso           | San Marco Evangelista                     | Foresto Sparso       | Chiesa e Gafforelli        |     |
| Gandosso                 | Santa Maria Annunziata                    | Gandosso             | centro                     |     |
| Paratico                 | Santa Maria Assunta                       | Paratico             | centro                     |     |
| Parzanica                | San Colombano                             | Parzanica            | centro                     |     |
| Sarnico                  | San Martino Vescovo                       | Sarnico              | centro                     |     |
| Tavernola Bergamasca     | Santa Maria Maddalena                     | Tavernola Bergamasca | centro                     |     |
| Viadanica                | Santi Alessandro e Giovanni Battista      | Viadanica            | centro                     |     |
| Vigolo                   | Santa Maria Assunta                       | Vigolo               | centro                     |     |
| Villongo San Filastro    | San Filastro                              | Villongo             | Villongo San Filastro      |     |
| Villongo Sant'Alessandro | Sant'Alessandro                           | Villongo             | Villongo Sant'Alessandro   |     |

### Vicariato di Rota d'Imagna
| Parrocchia               | Patrono                      | Comune                | Frazione/Quartiere                  | Web |
| ------------------------ | ---------------------------- | --------------------- | ----------------------------------- | --- |
| Rota Dentro e Rota Fuori | Santi Siro e Gottardo        | Rota d'Imagna         | Rota Dentro e Rota Fuori            |     |
| Bedulita                 | San Michele Arcangelo        | Bedulita              | centro                              |     |
| Berbenno                 | Sant'Antonio Abate           | Berbenno              | centro, Ca' Previtali e Ca' Passero |     |
| Blello                   | Santissima Annunziata        | Blello                | centro                              |     |
| Brumano                  | San Bartolomeo Apostolo      | Brumano               | centro                              |     |
| Capizzone                | San Lorenzo Martire          | Capizzone             | centro                              |     |
| Cepino                   | San Bernardino               | Sant'Omobono Terme    | Cepino                              |     |
| Corna Imagna             | Santi Simone e Giuda         | Corna Imagna          | centro                              |     |
| Costa Valle Imagna       | Visitazione di Maria Vergine | Costa Valle Imagna    | centro                              |     |
| Fuipiano Valle Imagna    | San Giovanni Battista        | Fuipiano Valle Imagna | centro                              |     |
| Locatello                | Santa Maria Assunta          | Locatello             | centro                              |     |
| Ponte Giurino            | Sacra Famiglia               | Berbenno              | Ponte Giurino                       |     |
| Sant'Omobono             | Sant'Omobono                 | Sant'Omobono Terme    | centro                              |     |
| Selino                   | San Giacomo Apostolo         | Sant'Omobono Terme    | Selino                              |     |
| Selino Basso             | Santa Maria Immacolata       | Sant'Omobono Terme    | Selino Basso                        |     |
| Strozza                  | Sant'Andrea Apostolo         | Strozza               | centro                              |     |
| Valsecca                 | San Marco Evangelista        | Valsecca              | centro                              |     |

### Vicariato di San Giovanni Bianco-Sottochiesa
| Parrocchia          | Patrono                                 | Comune               | Frazione/Quartiere  | Web |
| ------------------- | --------------------------------------- | -------------------- | ------------------- | --- |
| San Giovanni Bianco | Santi Giovanni Apostolo e Antonio Abate | San Giovanni Bianco  | centro              |     |
| Sottochiesa         | Santi Giovanni Battista                 | Taleggio             | Sottochiesa         |     |
| Camerata-Cornello   | Santa Maria Assunta                     | Camerata Cornello    | Camerata e Cornello |     |
| Dossena             | San Giovanni Battista                   | Dossena              | centro              |     |
| Fuipiano al Brembo  | Santi Filippo e Giacomo                 | San Giovanni Bianco  | Fuipiano al Brembo  |     |
| Olda                | Santi Pietro e Paolo                    | Taleggio             | Olda                |     |
| Peghera             | San Giacomo il Maggiore                 | Taleggio             | Peghera             |     |
| Pizzino             | Sant'Ambrogio Dottore                   | Taleggio             | Pizzino             |     |
| San Gallo           | Santi Maria Assunta e Gallo             | San Giovanni Bianco  | San Gallo           |     |
| San Pellegrino      | San Pellegrino Vescovo e Martire        | San Pellegrino Terme | centro              |     |
| San Pietro d'Orzio  | San Pietro Apostolo                     | San Giovanni Bianco  | San Pietro d'Orzio  |     |
| Santa Croce         | Invenzione della Santa Croce            | San Pellegrino Terme | Santa Croce         |     |
| Vedeseta            | Sant'Antonio Abate                      | Vedeseta             | centro              |     |

### Vicariato di Selvino-Serina
| Parrocchia     | Patrono                                        | Comune         | Frazione/Quartiere | Web |
| -------------- | ---------------------------------------------- | -------------- | ------------------ | --- |
| Selvino        | Santi Filippo e Giacomo                        | Selvino        | centro             |     |
| Serina         | Santa Maria Annunziata                         | Serina         | centro             |     |
| Ambriola       | Santa Lucia                                    | Costa Serina   | Ambriola           |     |
| Ascensione     | Beata Vergine Annunziata                       | Costa Serina   | Ascensione         |     |
| Aviatico       | Santi Giovanni Battista e Bernardino           | Aviatico       | centro             |     |
| Bagnella       | Santa Maria Assunta                            | Serina         | Bagnella           |     |
| Bracca         | Sant'Andrea Apostolo                           | Bracca         | centro             |     |
| Cornalba       | San Pietro Apostolo                            | Cornalba       | centro             |     |
| Cornalta       | San Bartolomeo Apostolo                        | Bracca         | Cornalta           |     |
| Costa          | San Lorenzo Martire                            | Costa Serina   | centro             |     |
| Frerola        | San Giovanni Battista                          | Algua          | Frerola            |     |
| Lepreno        | Santi Giacomo il Maggiore e Alessandro         | Serina         | Lepreno            |     |
| Oltre il Colle | San Bartolomeo Apostolo                        | Oltre il Colle | centro             |     |
| Pagliaro       | Corpus Domini                                  | Algua          | Pagliaro           |     |
| Rigosa         | Santi Antonio Abate e Pietro Apostolo          | Algua          | Rigosa             |     |
| Trafficanti    | Sant'Erasmo Vescovo e Martire                  | Costa Serina   | Trafficanti        |     |
| Valpiana       | Santi Michele Arcangelo e Gottardo             | Serina         | Valpiana           |     |
| Zambla         | Santa Maria Maddalena e Santa Maria Immacolata | Oltre il Colle | Zambla             |     |
| Zorzone        | Santissima Trinità                             | Oltre il Colle | Zorzone            |     |

### Vicariato di Scanzo-Seriate
| Parrocchia             | Patrono                            | Comune                 | Frazione/Quartiere | Web |
| ---------------------- | ---------------------------------- | ---------------------- | ------------------ | --- |
| Seriate                | Santissimo Redentore               | Seriate                | centro             |     |
| Scanzo                 | San Pietro Apostolo                | Scanzorosciate         | Scanzo             |     |
| Albano Sant'Alessandro | Santi Cornelio e Cipriano          | Albano Sant'Alessandro | centro             |     |
| Bagnatica              | San Giovanni Battista              | Bagnatica              | centro             |     |
| Brusaporto             | Santa Margherita Vergine e Martire | Brusaporto             | centro             |     |
| Cassinone              | Sant'Antonio di Padova             | Seriate                | Cassinone          |     |
| Gavarno Vescovado      | Santissima Trinità                 | Scanzorosciate         | Gavarno Vescovado  |     |
| Gorle                  | Natività della Beata Vergine Maria | Gorle                  | centro             |     |
| Grassobbio             | Sant'Alessandro                    | Grassobbio             | centro             |     |
| Negrone                | San Pantaleone                     | Scanzorosciate         | Negrone            |     |
| Orio al Serio          | San Giorgio Martire                | Orio al Serio          | centro             |     |
| Pedrengo               | Sant'Evasio Vescovo e Martire      | Pedrengo               | centro             |     |
| Rosciate               | Santa Maria Assunta                | Scanzorosciate         | Rosciate           |     |
| Torre de' Roveri       | San Gerolamo                       | Torre de' Roveri       | centro             |     |
| Tribulina              | San Giovanni Battista né Boschi    | Scanzorosciate         | Tribulina          |     |

### Vicariato di Solto-Sovere
| Parrocchia    | Patrono                               | Comune        | Frazione/Quartiere | Web |
| ------------- | ------------------------------------- | ------------- | ------------------ | --- |
| Solto         | Santa Maria Assunta                   | Solto Collina | Solto              |     |
| Sovere        | San Martino Vescovo                   | Sovere        | centro             |     |
| Bossico       | Santi Pietro e Paolo                  | Bossico       | centro             |     |
| Castro        | San Giacomo il Maggiore               | Castro        | centro             |     |
| Endine        | San Giorgio Martire                   | Endine Gaiano | Endine             |     |
| Esmate        | San Gaudenzio Vescovo                 | Solto Collina | Esmate             |     |
| Fonteno       | Santi Faustino e Giovita              | Fonteno       | centro             |     |
| Pianico       | San Zenone Vescovo e Martire          | Pianico       | centro             |     |
| Piazza        | Sant'Antonio Abate                    | Sovere        | Piazza             |     |
| Riva di Solto | San Nicolò Vescovo                    | Riva di Solto | centro             |     |
| Rova          | Santissima Trinità                    | Endine Gaiano | Rova               |     |
| Sellere       | Visitazione della Beata Vergine Maria | Sovere        | Sellere            |     |
| Valmaggiore   | San Giovanni Battista                 | Endine Gaiano | Valmaggiore        |     |
| Zorzino       | Santi Ippolito e Cassiano             | Riva di Solto | Zorzino            |     |

### Vicariato di Spirano-Verdello
| Parrocchia       | Patrono                                   | Comune           | Frazione/Quartiere | Web |
| ---------------- | ----------------------------------------- | ---------------- | ------------------ | --- |
| Spirano          | Santi Gervasio e Protasio                 | Spirano          | centro             |     |
| Verdello         | Santi Pietro e Paolo                      | Verdello         | centro             |     |
| Arcene           | San Michele Arcangelo                     | Arcene           | centro             |     |
| Boltiere         | San Giorgio Martire                       | Boltiere         | centro             |     |
| Ciserano         | Santi Marco Evangelista e Martino Vescovo | Ciserano         | centro             |     |
| Cologno al Serio | Santa Maria Assunta                       | Cologno al Serio | centro             |     |
| Comun Nuovo      | San Salvatore                             | Comun Nuovo      | centro             |     |
| Lurano           | San Lino Papa                             | Lurano           | centro             |     |
| Pognano          | San Carlo Borromeo                        | Pognano          | centro             |     |
| Urgnano          | Santi Nazario e Celso                     | Urgnano          | centro             |     |
| Verdellino       | Sant'Ambrogio                             | Verdellino       | centro             |     |
| Zingonia         | Maria Madre della Chiesa                  | Verdellino       | Zingonia           |     |

### Vicariato di Trescore Balneario
| Parrocchia                 | Patrono                    | Comune                | Frazione/Quartiere | Web |
| -------------------------- | -------------------------- | --------------------- | ------------------ | --- |
| Trescore Balneario         | San Pietro Apostolo        | Trescore Balneario    | centro             |     |
| Carobbio degli Angeli      | San Pancrazio              | Carobbio degli Angeli | centro             |     |
| Cenate Sopra               | San Leone Papa             | Cenate Sopra          | centro             |     |
| Cenate Sotto               | San Martino Vescovo        | Cenate Sotto          | centro             |     |
| Cicola                     | San Pietro Apostolo        | Carobbio degli Angeli | Cicola             |     |
| Costa di Mezzate           | San Giorgio Martire        | Costa di Mezzate      | centro             |     |
| Entratico                  | San Martino Vescovo        | Entratico             | centro             |     |
| Gorlago                    | San Pancrazio              | Gorlago               | centro             |     |
| Montello                   | Santa Elisabetta           | Montello              | centro             |     |
| San Paolo d'Argon          | Conversione di San Paolo   | San Paolo d'Argon     | centro             |     |
| San Rocco                  | San Rocco                  | Cenate Sotto          | San Rocco          |     |
| Santo Stefano degli Angeli | Santo Stefano Protomartire | Carobbio degli Angeli | Santo Stefano      |     |
| Selva                      | Sant'Anna                  | Zandobbio             | Selva              |     |
| Zandobbio                  | San Giorgio Martire        | Zandobbio             | centro             |     |

### Vicariato di Vilminore
| Parrocchia          | Patrono                                            | Comune              | Frazione/Quartiere | Web |
| ------------------- | -------------------------------------------------- | ------------------- | ------------------ | --- |
| Vilminore di Scalve | Santi Maria Assunta, Gottardo e Pietro             | Vilminore di Scalve | centro             |     |
| Azzone              | Santi Filippo, Giacomo il Minore e Maria Maddalena | Azzone              | centro             |     |
| Colere              | San Bartolomeo Apostolo                            | Colere              | centro             |     |
| Pezzolo             | Santi Rocco, Giacomo e Michele e Natività di Maria | Vilminore di Scalve | Pezzolo            |     |
| Schilpario          | Santi Antonio e Marco e Santissimo Corpo di Cristo | Schilpario          | centro             |     |
| Vilmaggiore         | Santissima Trinità e Sant'Andrea Apostolo          | Vilminore di Scalve | Vilmaggiore        |     |